# Cherry Grove (Ohio)
Cherry Grove és una concentració de població designada pel cens dels Estats Units a l'estat d'Ohio. Segons el cens del 2000 tenia 4.555 habitants.

## Demografia
Segons el cens del 2000, Cherry Grove tenia 4.555 habitants, 1.524 habitatges, i 1.342 famílies. La densitat de població era de 1.556,4 habitants/km².
Dels 1.524 habitatges en un 44,6% hi vivien nens de menys de 18 anys, en un 76,8% hi vivien parelles casades, en un 8,8% dones solteres, i en un 11,9% no eren unitats familiars. En el 10,3% dels habitatges hi vivien persones soles el 3,9% de les quals corresponia a persones de 65 anys o més que vivien soles. El nombre mitjà de persones vivint en cada habitatge era de 2,99 i el nombre mitjà de persones que vivien en cada família era de 3,21.
Per edats la població es repartia de la següent manera: un 30% tenia menys de 18 anys, un 6,8% entre 18 i 24, un 27,9% entre 25 i 44, un 25,4% de 45 a 60 i un 10% 65 anys o més.
L'edat mediana era de 37 anys. Per cada 100 dones de 18 o més anys hi havia 91,5 homes.
La renda mediana per habitatge era de 65.486 $ i la renda mediana per família de 68.365 $. Els homes tenien una renda mediana de 45.357 $ mentre que les dones 31.833 $. La renda per capita de la població era de 23.706 $. Aproximadament el 0,5% de les famílies i el 0,5% de la població estaven per davall del llindar de pobresa.

## Poblacions més properes
El següent diagrama mostra les poblacions més properes.